# Берестейське князівство

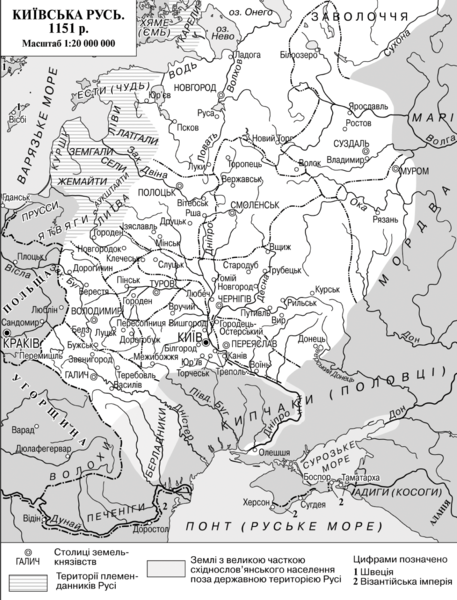
Берестя у складі Волинського князівства.

Берестейське князівство — удільне князівство у складі Київської землі і Волинського князівства у ХІІ—ХІІІ століттях. Столиця князівства — місто Берестя.

## Історія
Берестейське князівство розташовувалося на українських етнічних землях в складі сучасних Білорусі і Польщі (Берестейщина і Підляшшя). Другим найбільшим містом у князівстві після Берестя був Дорогичин. Вваажається, що станом на ХІІ ст. Дорогичинська земля виділилася з Берестейської землі
. 
Починаючи з XI століття  Берестейщина  належала  до  Турівського (пізніше Турово-Пінського) князівства, і одночасно була леном Великого князя Київського.  А  наприкінці XIIстоліття  Берестя  переходить  під  владу  князів Володимирський (Волинських).
Першим удільним князем Берестейським вважається Ростислав Мстиславич,  син князя Мстислава,  старшого  сина  Великого  князя  Київського  Ізяслава Ярославича. 
Збереглись відомості про князя Берестейського Ярослава   Ярополковича.   Син   короля   Руси,   Турівського та Володимирського князя Ярополка Ізяславича –Ярослав при житті батька, бл. 1079  року, господарював у Луцьку. Після Любецького  з‘їзду 1097 р.,  князь Ярослав Ярополкович був  вимушений  поступитися своїми володіннями  на користь Давида Ігоровича. Після цього він став князем Берестя, яке, хотів залишити  собі  як  законну  батьківську  вотчину.  
Молодший  син  короля  Руси  Ярополка  Ізяславича – Вячеслав Ярополкович посів  Берестейське  князівство  після смерті  брата  Ярослава  Ярополковича.  Однак,  Київський  князь  Святополк Ізяславич, що нещадно розправився зі старшим братом В'ячеслава за спробу закріпити за собою уділ у Бересті, зробив те саме й з молодшим братом. Вячеслав Ярополкович помер (або був убитий) 13 грудня 1104 року.
Близько 1206 року князем Берестейський стає Василько Романович. Берестейський уділ після нього наслідували князі Володимир Василькович (1269-1288) та Мстислав Данилович (1289 - після 1292).

## Князі
- Ростислав Мстиславич (до 1087—1093)
- Ярослав Ярополкович (1099—1101)
- Святополк Мстиславич (1140)
- Ігор Ольгович (1142—1146)
- Володимир Андрійович (1154—1156)
- Володимир Мстиславич (1170)
- Святослав Мстиславич (1170—1183)
- Василько Романович (1208—1210, 1219—1228)
- Володимир  Василькович (1269—1288)
- Мстислав Данилович (1289—1292).

## Галерея

Герб Берестя
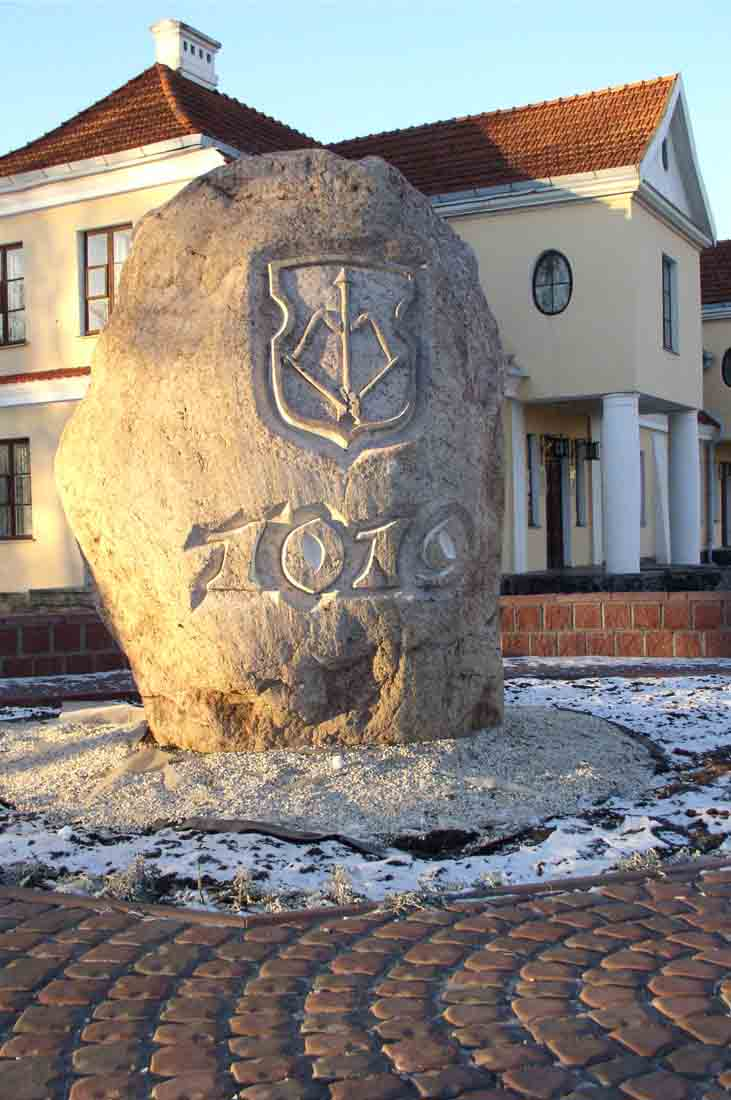
Пам’ятний знак на честь заснування Берестя.